# Amtsgericht Schwerin

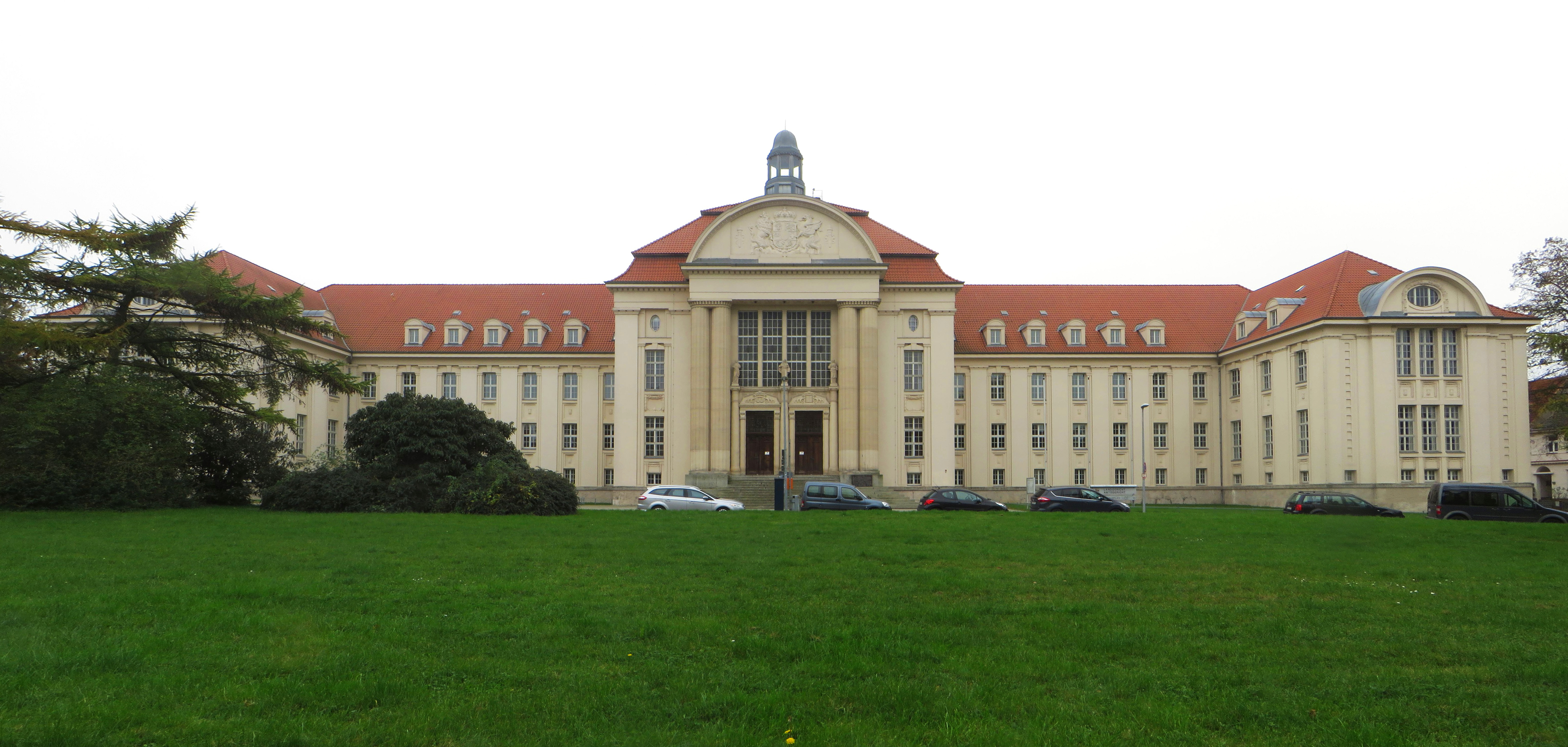
Gemeinsames Gebäude des Land-gerichts und Amtsgerichts Schwerin (2014)

Das Amtsgericht Schwerin ist ein Gericht der ordentlichen Gerichtsbarkeit des Landes Mecklenburg-Vorpommern im Bezirk des Landgerichts Schwerin.

## Geschichte

### Mecklenburg-Schwerin
In Schwerin befanden sich vor 1879 ein Großherzogliches Amtsgericht Schwerin, ein Großherzogliches Stadtgericht Schwerin, das Domkapitels-Gericht Schwerin, das Neustädtische Gericht Schwerin, die Magistratsgerichte Schwerin und Neustadt-Schwerin und Patrimonialgerichte als Eingangsgerichte. Gerichtsfunktion hatten auch das Oberkammerherrenstabsgericht in Schwerin, das Hofmarschallamt in Schwerin und die Lotteriekommission in Schwerin.
Im Rahmen der Reichsjustizgesetze wurden die bestehenden Gerichte des Großherzogtums Mecklenburg-Schwerin aufgelöst und Amts-, Landes- und Oberlandesgerichte gebildet. Das Amtsgericht Schwerin war dem Landgericht Schwerin und dem Oberlandesgericht Rostock nachgeordnet. Am Gericht bestanden 1880 vier Richterstellen und es war für 45.610 Gerichtseingesessene zuständig. Das Amtsgericht war damit das größte Amtsgericht im Landgerichtsbezirk.
Sein Gerichtsbezirk umfasste die Stadt Schwerin mit Göhren und Zippendorf, aus dem Dominialamt Schwerin Banzkow, Böken (Anteil), Boldela, Consrade, Dalberg, Dalliendorf, Dambeck (Hof und Dorf), Drieberg (Hof und Dorf), Drispeth, Friedrichsthal mit Chausseehaus, Gallentin mit Lieps, Godern mit Neu-Godern, Goldenstädt, Görries, Holthusen mit Buchholz, Neu Jamel mit Alt Jamel, Krebsförden mit Haselholz, Lankow, Lehmkuhlen, Lewitz (Anteil), Lübekke mit Hafenhäge und Ortkrug, Lübstorf mit Neu-Lübstorf und Hundorf, Groß Medewege (Hof und Chausseehaus), Klein Medewege, Meteln, Alt Meteln mit Neu Meteln und Grevenhagen, Mirow, Mueß mit Kaninchenwerder und Schweriner Fähre, Ostorf (Hof und Dorf) mit Kaserne, Ostorfer Hals, Tannenhof, Kalkwerder und Püsserkrug, Pampow (Hof und Dorf), Peckatel, Plate, Rampe, Groß Rogahn (Hof und Dorf), Klein Roghan mit Fasanerie, Rugensee, Sachsenberg, Schelfwerder, Herren Steinfeld, Raben Steinfeld, Stralendorf (Hof und Dorf), Kirch Stück, Sülstorf, Sülte, Wandrum, Warnitz mit Pingelshagen, Wickendorf mit Carlshöhe, Paulsdamm und Seehof, Wittenförden mit Neu-Mühle und Neu-Wandrum, Wüstenmark, Zickhusen (Hof und Dorf), Retgendorfer Pfarrpachthof, Ziegelwerder, Zittow, aus dem Ritterschaftlichen Amt Crivitz Panstorf, aus dem Ritterschaftlichen Amt Mecklenburg Flessenow, Retgendorf, Neu Schlagsdorf, aus dem Ritterschaftlichen Amt Schwerin Brüsewitz mit Eulenkrug und Rosenberg, Langen Brütz, Gambs mit Zittower Pfarre, Cramonshagen mit Cramon, Görslow, Gottesgabe, Gottmannsförde mit Faulmühle und Wahrholz, Grambow mit Charlottenthal, Leezen, Moltenow, Nienmark, Barner Stück mit Böken (Anteil), Moorbrink, Kirch Stück (Anteil), Groß Trebbow (Anteil), Klein Trebbow mit Groß Trebbow (Anteil), Wendischhof, Zülow und dem Schweriner See.

### DDR
In der DDR wurden die Amtsgerichte 1952 aufgelöst und einheitlich Kreisgerichte gebildet. Schwerin kam zum Kreis Schwerin und es entstand so das Kreisgericht Schwerin, welches dem Bezirksgericht Schwerin nachgeordnet war. Nach dem Zusammenbruch der DDR wurden die Kreisgerichte durch das Gerichtsstrukturgesetz wieder aufgehoben und erneut Amtsgerichte gebildet. In Schwerin entstand damit das Amtsgericht Schwerin neu.

### Gerichtssitz und -bezirk nach dem Jahr 1989

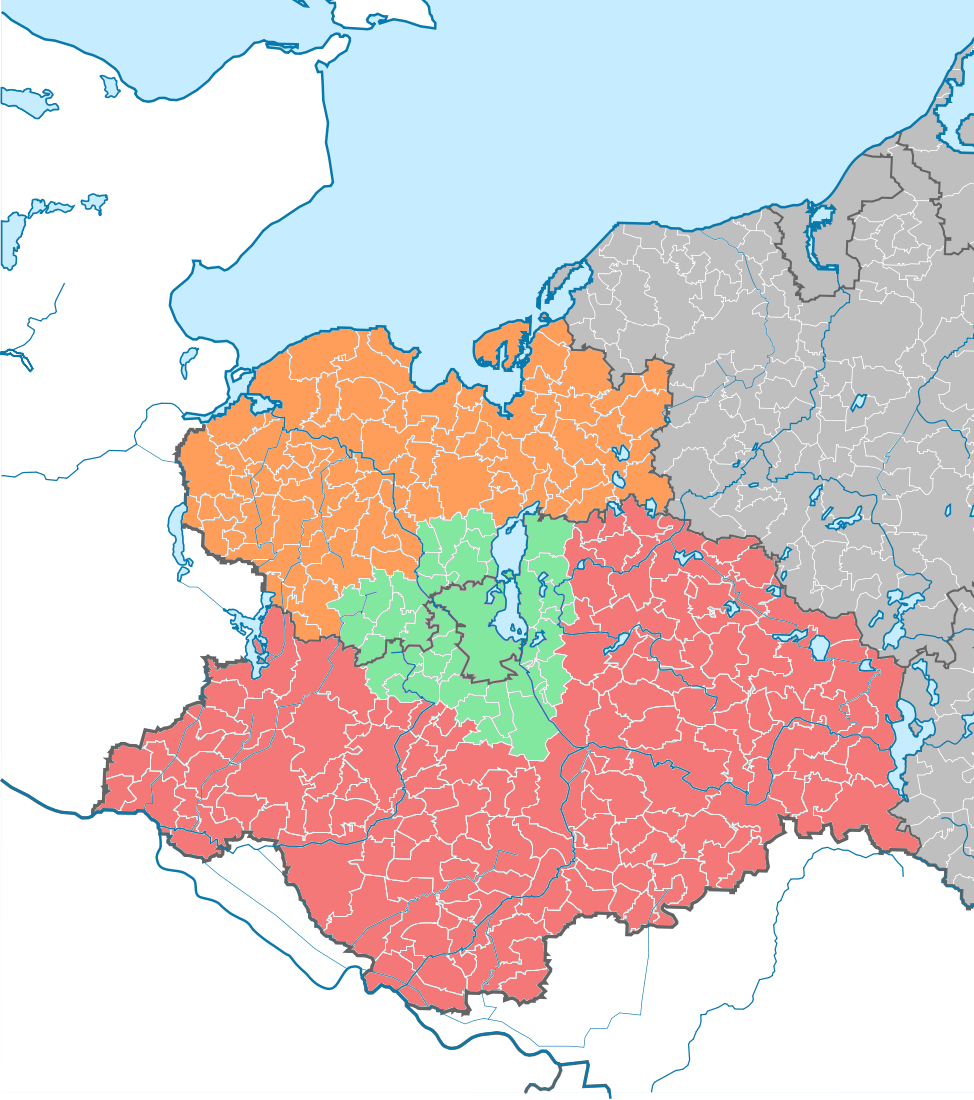
Gerichtsbezirke der dem LG Schwerin nachgeordneten Amtsgerichte seit dem 13. Juli 2015
AG Schwerin
AG Ludwigslust
AG Wismar

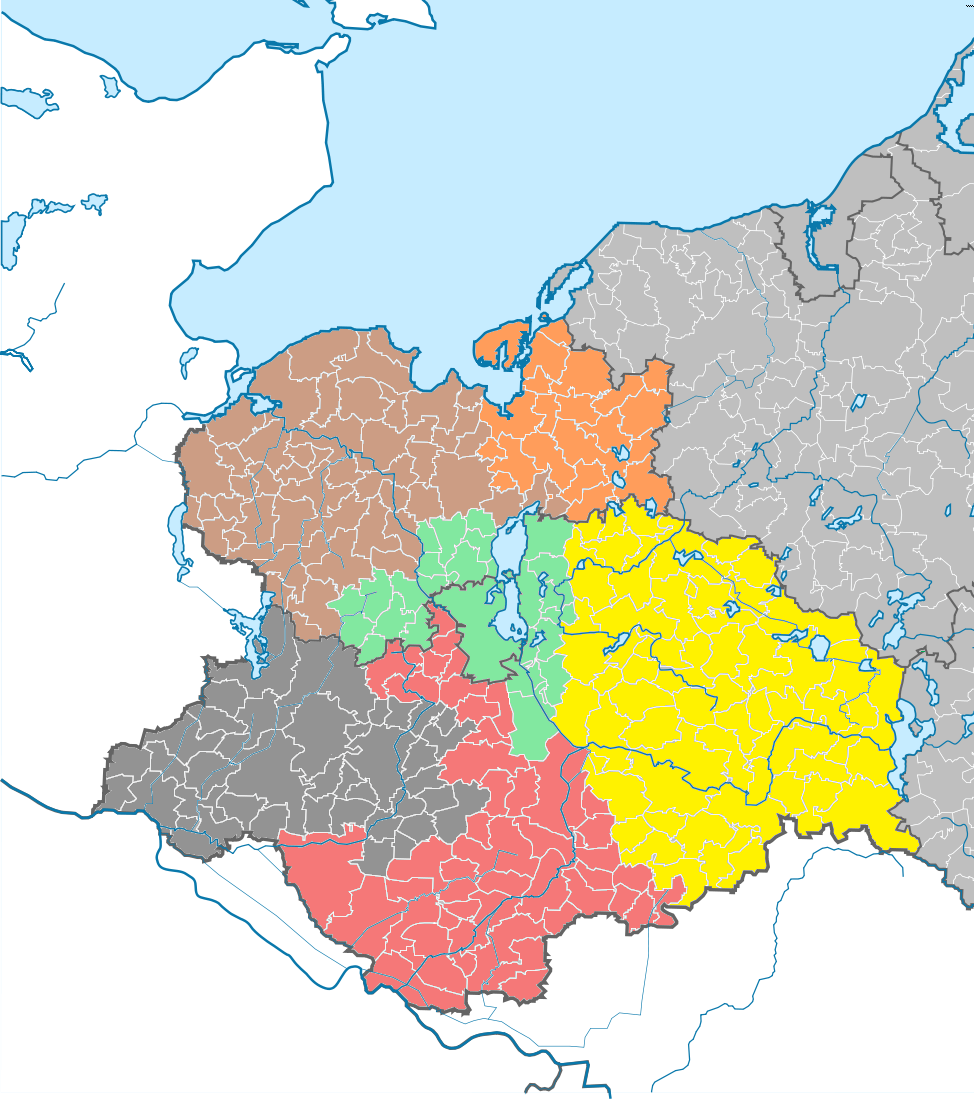
Gerichtsbezirke der dem LG Schwerin nachgeordneten Amtsgerichte bis zum 5. Oktober 2014
AG Grevesmühlen
AG Schwerin
AG Hagenow
AG Ludwigslust
AG Wismar
AG Parchim

Das Gericht hat seinen Sitz in Schwerin.
Der Gerichtsbezirk umfasste bis zum Inkrafttreten der Gerichtsstrukturreform am 6. Oktober 2014 das Gebiet der folgenden Städte und Gemeinden.
| - Alt Meteln, - Banzkow, - Brüsewitz, - Cambs, - Cramonshagen, - Dalberg-Wendelstorf, - Dobin am See, | - Gneven, - Gottesgabe, - Grambow, - Klein Trebbow, - Langen Brütz, - Leezen, - Lübstorf, | - Lützow, - Perlin, - Pingelshagen, - Pinnow, - Plate, - Pokrent, - Raben Steinfeld, | - Schildetal, - Schwerin, - Seehof, - Sukow und - Zickhusen |

Zum 6. Oktober 2014 wurden folgende Gemeinden aus dem Bezirk des Amtsgerichts Ludwigslust in den Bezirk des Amtsgerichts Schwerin eingegliedert.
| - Dümmer, - Holthusen, - Klein Rogahn, - Lübesse, - Pampow, - Schossin, | - Stralendorf, - Sülstorf, - Uelitz, - Warsow, - Wittenförden und - Zülow |

Damit wurde der ursprünglich etwa 640 km2 große Gerichtsbezirk durch die Gerichtsstrukturreform auf etwa 820 km2 vergrößert. In ihm leben ungefähr 135.000 Einwohner.
Das Amtsgericht Schwerin ist für den gesamten Bezirk des Landgerichts Schwerin zuständig für Landwirtschaftssachen, Wirtschaftsstrafsachen, Insolvenzverfahren sowie für die Führung der Handels-, Genossenschafts- und Partnerschaftsregister.
Vom 5. November 2005 bis zum 6. Juni 2009 war das Amtsgericht Schwerin für den gesamten Bezirk des Landgerichts Schwerin zuständig für Verfahren in Handelssachen im Sinne des § 95 des Gerichtsverfassungsgesetzes.

## Gebäude
Das Gericht befindet sich gemeinsam mit dem Landgericht in einem Gebäude am Demmlerplatz 1–2. Das denkmalgeschützte Gebäude wurde 1916 eingeweiht.

## Übergeordnete Gerichte
Dem Amtsgericht Schwerin ist das Landgericht Schwerin übergeordnet. Zuständiges Oberlandesgericht ist das Oberlandesgericht Rostock.